# Маланченко, Пётр Петрович
Петр Петрович Маланченко — советский военачальник, капитан 1-го ранга, командир подводной лодки первый командир подводной лодки С-13.

## Биография
Родился 26 января 1906 года в городе Николаев Херсонской губерни (ныне — Николаевская область). По национальности — украинец, член ВКП(б) с 1930 года.
На службе в РККФ с 1932 года. Выпускник ВМУ им. Фрунзе 1936 года. После окончания училища назначен штурманом на подводной лодке Д-6. В ноябре 1940 года после окончания Военно-морской академии им. Ворошилова был назначен командиром подводной лодки С-13, на которой в звании старшего лейтенанта встретил начало Великой Отечественной войны. В качестве командира подводной лодки совершил один боевой поход в ходе которого торпедами и артиллерийским огнем потоплено три судна противника общим водоизмещением 3.994 брт.:
- 11 сентября 1942 года торпедой был потоплен финский транспорт «Гера» (1379 брт)
- 12 сентября 1942 торпедой был потоплен финский транспорт «Юсси X»(2325 брт)
- 17 сентября 1942 артогнём было повреждено нидерландское судно «Анна В» (290 брт). Судно дошло до порта, но впоследствии было сдано на слом.

За этот поход Маланченко был награждён орденом Ленина. 19 апреля 1943 года во время артиллерийских учений задрайка крышки кранца первых выстрелов случайно ударила по капсюлю одного из снарядов. Порох в гильзе взорвался, один краснофлотец погиб. Результатом происшествия «за халатное исполнение служебных обязанностей» стало снятие командира «С-13» Маланченко с должности. На его место получил назначение ранее командовавший «М-96» капитан 3-го ранга Александр Маринеско. Несмотря на успешный поход 1942 года Маланченко назначают с явным понижением помощником командира «С-12».
В июле 1943 года за участие в хищении продуктов он был осуждён на семь лет лишения свободы с направлением в штрафной батальон на три месяца. Вскоре в связи с прекращением дела Военной коллегией Верховного суда Союза ССР Маланченко был освобождён от наказания и 11 сентября 1943 года направлен в распоряжение Военного Совета Балтийского флота. По сути, уголовное дело спасло ему жизнь, так как пока шло следствие, «С-12» пропала без вести. В октябре 1943 года Маланченко назначен командиром строящейся «Щ-412», а в апреле 1944 года принял «Щ-414», которая так же ещё не вступила в строй. В этой должности Маланченко встретил День Победы.
После окончания войны с декабря 1946 по март 1947 года занимал различные должности в Штабах бригады подводных лодок и Юго-Балтийского флота. С марта 1947 по май 1955 года он в адъюнктуре и на преподавательской работе в ВМА и ВВМУ. 26 декабря 1951 Петру Маланченко было присвоено звание капитан 1-го ранга. В мае 1955 года вышел в запас.
Дальнейшая судьба неизвестна.

## Награды
- орден Ленина (26.10.1942)[1]
- орден Красной Звезды (26.05.1945)[1]
- орден Красного Знамени (21.08.1953)[1]
- орден Красной Звезды (06.11.1947)[1]

медали в том числе:
- «За боевые заслуги» (03.11.1944)[1]
- «За оборону Ленинграда» (22.12.1942)[1]
- «За победу над Германией в Великой Отечественной войне 1941–1945 гг.» (09.05.1945)[1]